# Hiram Maxim

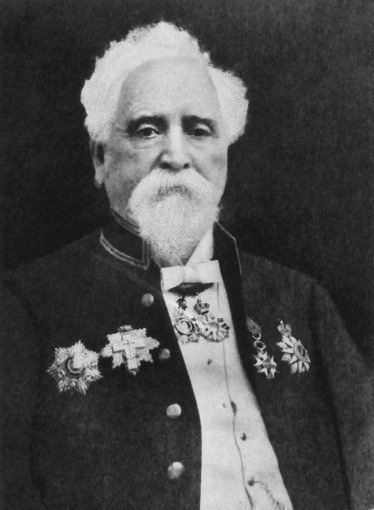
Sir Hiram Stevens Maxim (ca. 1916)

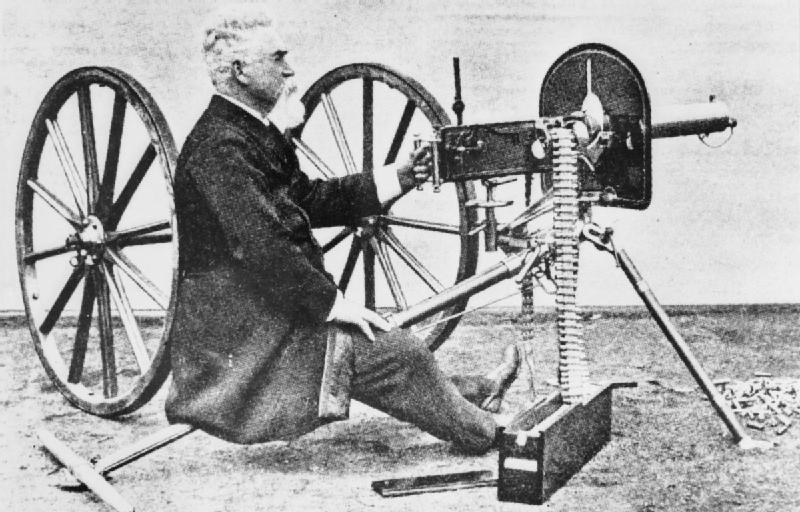
Hiram Maxim

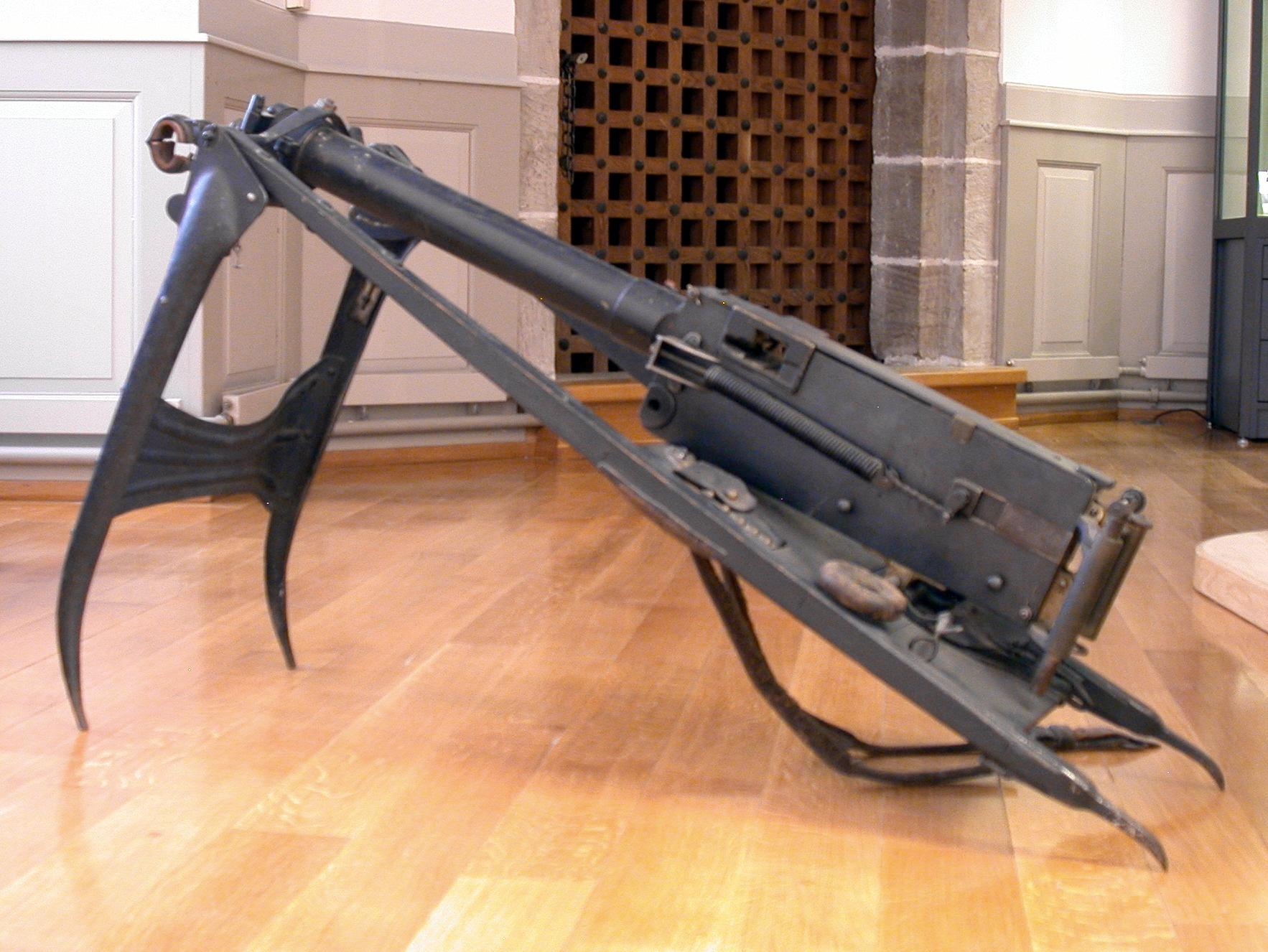
Maschinengewehr Modell 1894, Standort Waadtländisches Militärmuseum Morges, Schweiz

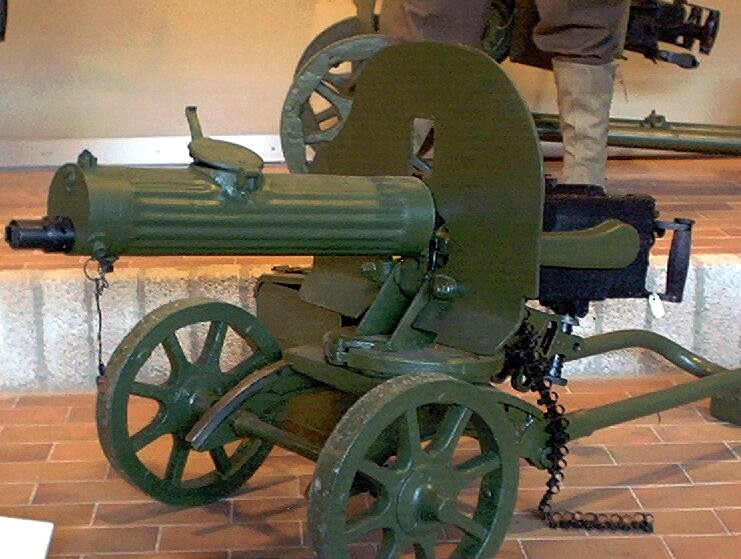
Maxim-Maschinengewehr ca. 1910

Sir Hiram Stevens Maxim (* 5. Februar 1840 in Sangerville, Maine, Vereinigte Staaten; † 24. November 1916 in London) war ein britischer Erfinder amerikanischer Herkunft.

## Leben
Hiram Maxim begann als Kutschenbauer und Instrumentenbauer im US-Staat Maine und wechselte 1864 zur Werkstatt seines Onkels Levi Stevens nach Fitchburg (Massachusetts). Dieser hatte eine Gaslampe erfunden. Maxim wechselte 1868 als Zeichner zur Novelty Iron Works and Shipbuilding Company in New York City. In dieser Zeit arbeitete er an der Verbesserung der Gasbeleuchtung.
Später wurde er Chefingenieur der First Electric Lighting Company. Seit 1877 beschäftigte er sich unter anderem mit der Verbesserung der von Thomas Alva Edison erfundenen elektrischen Glühlampe, die er effizienter und langlebiger machen wollte. In dieser Zeit erhielt er mehrere Patente.
1880 reiste er nach Europa und besuchte 1881 eine Ausstellung zum Thema Elektrizität in Paris. Dort erzählte ihm angeblich jemand, wenn man richtig Geld verdienen möchte, müsse man etwas erfinden, mit dem sich die Europäer gegenseitig einfacher töten könnten. Maxim zog kurz darauf nach London und richtete sich eine Werkstatt in Hatton Garden, einer Straße im Stadtteil Holborn, London Borough of Camden, ein.
1894 konstruierte Maxim ein von zwei Dampfmaschinen angetriebenes Fluggerät, das sich bei einem Test in Bexley Heath (Kent) sogar kurz in die Luft erheben konnte, allerdings mangels praktikabler Steuerung zur Sicherheit von Führungsschienen gehalten wurde. Es war mit 3,6 Tonnen Gewicht, 31,5 Metern Spannweite und einer Länge von 21 Metern für längere Zeit das größte Fluggerät.
1899 wurde Maxim als britischer Untertan naturalisiert. 1901 wurde er von Königin Viktoria zum Knight Bachelor erhoben. Maxim erhielt 271 Patente auf seine Erfindungen. Unter anderem erfand er eine Mausefalle, ein Haarwellen-Eisen und rauchfreies Schießpulver. Sein Sohn Hiram Percy Maxim (1869–1936) erfand den Schalldämpfer, zunächst für Waffen, später auch angepasst für Autos, und er gründete im Mai 1914 die American Radio Relay League (ARRL), die nationale Vereinigung der Funkamateure in den USA.

## Das Maxim-Maschinengewehr
Hiram Maxim konstruierte das erste Maschinengewehr, das 1884 in Hatton Garden erfolgreich getestet und 1885 vorgestellt wurde. Dieses Maxim-Maschinengewehr nutzte den Rückstoß eines Schusses, um die nächste Patrone zu laden, respektive Dauerfeuer abzugeben.
In den nächsten beiden Jahrzehnten wurden die Streitkräfte von mehr als 20 Nationen mit seinen Maschinengewehren ausgerüstet, wobei die Generäle den wahren militärischen Wert des Maschinengewehrs oft unterschätzten. Die Waffe konnte rund 500 Schuss pro Minute feuern, was die Feuerkraft von 100 Repetiergewehren bedeutete. Erstmals wurde es 1893 von britischen Truppen bei der Eroberung des Matabelelandes in Rhodesien (heute Simbabwe) eingesetzt. Für die Produktion des Maxim-Maschinengewehrs gründete Maxim die Maxim Gun Company, die sich 1888 mit dem schwedischen Konkurrenten Nordenfelt zusammenschloss.